# Arthur Smith Woodward
Arthur Smith Woodward (* Macclesfield, Cheshire, 23 de maig de 1864 - 2 de setembre de 1944) fou un paleontòleg anglès.
Va estudiar a l'Owens College de Manchester. Es va unir a l'equip del Departament de Geologia al Museu d'Història Natural de Londres l'any 1882. Va ser nomenat assistent de l'encarregat de Geologia el 1892 i encarregat d'aquesta secció l'any 1901. Va ser designat com a Secretari de la Societat Paleontogràfica i el 1904 va ser nomenat president de la Geological Society of London.
Va ser reconegut com a expert de renom mundial en fòssils de peixos, i va escriure Catalogue of the Fossil Fishes in the British Museum (1889-1901).
El seu treball va incloure viatges a Sud-amèrica i Grècia.
Per les seves contribucions a la Paleoictiología va obtenir diversos premis, inclosa la Medalla Real de la Royal Society, la Medalla Lyell i la Medalla Wollaston de la Societat Geològica, la Medalla linneana de la Societat linneana de Londres i la Medalla Clarke de la Reial Societat de Nova Gal·les del Sud el 1914. Es va retirar l'any 1924.
La reputació de Woodward es va veure compromesa quan va ser enganyat pel suposat descobriment de l'Home de Piltdown, que en realitat va resultar de l'enterrament malintencionat, en llocs propers, d'ossos del crani d'un ésser humà, un maxil·lar d'orangutan i un ullal de mico. Woodward va ajudar el supòsit descobridor Charles Dawson, a descriure el fals espècimen fòssil i va realitzar una completament equivocada reconstrucció.
No obstant això, va ser al mateix Woodward, a qui li va correspondre descriure el crani de Kabwe, un veritable fòssil molt important per a l'estudi dels avantpassats d'Homo sapiens i que ell va establir com a espècie Homo rhodesiensis. Al cap de molts anys diversos experts han arribat a considerar com un important encert la descripció d'aquesta espècie, després de la troballa de fòssils relacionats en diferents llocs d'Àfrica, des d'Algèria i el Marroc, fins a Etiòpia, Tanzània i Sud-àfrica.
S'ha establert que els fòssils africans del Plistocè mitjà pertanyen a una línia evolutiva pròpia cap al H. sapiens i formen un grup separat de la línia evolutiva europea cap a l'home de Neanderthal. Per designar aquestes poblacions africanes en la línia de H. sapiens, per la qual cosa es justificaria emprar la denominació d'Homo rhodesiensis, per a una espècie diferenciada (Bermúdez de Castro et al., 2003). Tim White (2003) considera al H. rhodesiensis com el probable avantpassat d'Homo sapiens idaltu. Ni Woodward ni els seus contemporanis van sospitar que la seva descripció d'Homo rhodesiensis seria la veritable contribució d'aquest científic a la Paleoantropologia.